# Дональд Берд
До́нальд Берд (англ. Donald Byrd), повне ім'я До́нальдсон Туссе́н Л'Овертю́р Берд ІІ (англ. Donaldson Toussaint L'Ouverture Byrd II; 9 грудня 1932, Детройт, Мічиган  — 4 лютого 2013, Довер, Делавер) — американський джазовий і ритм-енд-блюзовий трубач, флюгельгорніст, композитор і викладач.

## Біографія
Народився 9 грудня 1932 року в Детройті (штат Мічиган). Його батько був священиком-методистом і музикантом-любителем. Навчався у середній технічній школі Кесс в Детройті, виступав з Лайонелом Гемптоном. Проходив службу в армії у Повітряних силах США (1951—53), де він грав у військовому бенді, після чого здобув освітній ступінь бакалавра в Університеті Вейна у 1954 році. У 1955 році переїхав у Нью-Йорк, де здобув ступінь магістра в Мангеттенській музичній школі, і згодом почав виступати у гурті піаніста Джорджа Воллінгтона в Café Bohemia з серпня по жовтень 1955 року.
У грудні 1955 року приєднався до гурту Арта Блейкі The Jazz Messengers. Улітку 1956 року працював з Максом Роучем; у 1957 році був учасником гурту, який виступав у Нью-Йорку і записувався як соліст з різними артистами: Редом Гарлендом, Джоном Колтрейном, Артуром Тейлором і Лу Дональдсоном; з квінтетом Джиджі Грайса Jazz Laboratory. На початку 1958 року виступав у Five Spot з квінтетом Пеппера Адамса, співпраця з яким продовжилась до 1961 року; також грав з Сонні Роллінсом, Коулменом Гокінсом, Лайонелом Гемптоном, Телоніусом Монком та з власним квінтетом.
У 1958 році заключив ексклюзивний контракт з лейблом Blue Note. Дебютним альбомом Берда на лейблі став Off to the Races, і впродовж наступних трьох років випустив низку альбомів у співпраці з Адамсом, зокрема Byrd in Hand (1959), At the Half Note Cafe, Vols. 1-2 (1960), The Cat Walk (1961) і Royal Flush (1961). В іншому записі 1961 року, Free Form, взяв участь молодий піаніст Гербі Генкок. Виступав на фестивалях в Жюан-ле-Пен, Реклінгаузені, Стокгольмі та Мольде; у 1966 працював аранжувальником оркестру Норвезького радіо.
Наприкінці 1960-х років викладав у Рутгерському, Гемптонському, Нью-Йоркському і Говардському університетах. Час від часу працював у студії, у 1966—67 роках записав Mustang! і Blackjack. У 1969 році випустив Fancy Free, де вперше використав електропіаніно.
У 1976 році здобув освіту юриста і викладав у центральному університеті Північної Кароліни. Після випуску Caricatures (1976) залишив Blue Note і перейшов на Elektra. Записав декілька альбом у 1976—83 роках, однак вони не мали успіху. У 1982 році здобув науковий ступінь доктора філософії у Коледжі викладачів при Колумбійському університеті. Наприкінці 1980-х і на початку 1990-х повернувся до стилю хард-боп і зробив декілька записів на лейблі Landmark.
Помер 4 лютого 2013 року у Довері (штат Делавер) у віці 80 років.

## Дискографія
| - Byrd Jazz (Transition, 1955) - Byrd's Eye View (Transition, 1955) - Byrd's Word (Savoy, 1955) - Byrd Blows on Beacon Hill (Transition, 1956) - 2 Trumpets (Prestige, 1956) з Артом Фармером - The Young Bloods (Prestige, 1956) з Філом Вудсом - At Newport (Verve, 1957) з Джиджі Грайсом - Jazz Lab (Columbia, 1957) з Джиджі Грайсом - Modern Jazz Perspective (Columbia, 1957) з Джиджі Грайсом і Джекі Перісом - Parisian Thoroughfare (Brunswick, 1958) - Off to the Races (Blue Note, 1959) - Byrd in Hand (Blue Note, 1959) - Fuego (Blue Note, 1959) - Byrd in Flight (Blue Note, 1960) - At the Half Note Cafe (Blue Note, 1960) - Chant (Blue Note, 1961) - The Cat Walk (Blue Note, 1962) | - Royal Flush (Blue Note, 1962) - Free Form (Blue Note, 1961) - A New Perspective (Blue Note, 1963) - I'm Tryin' to Get Home (Blue Note, 1964) - Mustang (Blue Note, 1966) - Blackjack (Blue Note, 1967) - Slow Drag (Blue Note, 1967) - The Creeper (Blue Note, 1967) - Fancy Free (Blue Note, 1969) - Electric Byrd (Blue Note, 1969–70) - Kofi (Blue Note, 1969) - Ethiopian Knights (Blue Note, 1971) - Black Byrd (Blue Note, 1973) - Street Lady (Blue Note, 1973) - Stepping into Tomorrow (Blue Note, 1974) - Places and Spaces (Blue Note, 1975) - Caricatures (Blue Note, 1976) |